# Jean-Philippe Leguellec
Jean-Philippe Leguellec (* 31. Juli 1985 in Kingston, Ontario) ist ein ehemaliger kanadischer Biathlet.
Jean-Philippe Leguellec begann 1999 als 13-jähriger Royal Air Cadet mit dem Biathlon. Bei Rennen auf lokalem Niveau wurde er von seinem späteren Trainer Daniel Lefebvre entdeckt. Der Student aus Gatineau startet für den Verein Courcelette. Seit 2003 gehört Leguellec dem kanadischen Nationalkader an. Seine ersten Junioren-Weltmeisterschaften waren 2003 in Kościelisko, hier war ein elfter Platz in der Verfolgung sein bestes Ergebnis. Die Junioren-Weltmeisterschaften 2004 in Haute-Maurienne verliefen sehr erfolgreich für Leguellec. Im Einzel wurde er Vierter, im Sprint gewann er die Goldmedaille, in der Verfolgung Silber hinter Emil Hegle Svendsen. Auch mit der Staffel gewann er Silber. 2005 startete er in Kontiolahti bei seinen dritten Junioren-Weltmeisterschaften und gewann hier nochmals Bronze mit der Staffel. Daneben trat er, meist mit eher mittelmäßigem Erfolg, im Junioren-Europacup an. Seine letzten Junioren-Weltmeisterschaften fanden 2006 in Presque Isle statt. Hier wurde er Vierter im Einzel und gewann Bronze im Sprint.
Seit der Saison 2005/06 startet der Kanadier im Biathlon-Weltcup. Sein erstes Ergebnis war Platz 71 in einem Sprint in Östersund. Höhepunkt der Saison waren die Olympischen Spiele 2006 von Turin. Im Einzel wurde Leguellec 48., im Sprint 59. 2007 startete er erstmals bei Biathlon-Weltmeisterschaften. Im Einzel wurde er 40., im Sprint 64. und mit der Staffel 17. Im Weltcup dauerte es bis zur zweiten Weltcupstation in Hochfilzen in der Saison 2007/08, wo er als 23. im Sprint erstmals Weltcuppunkte gewinnen konnte. Ein gutes Ergebnis erreichte der Kanadier als Fünfter des Sprintrennens bei den Sommerbiathlon-Weltmeisterschaften 2008 in Haute-Maurienne. Beim ersten Sprint der Saison 2008/09 erreichte Leguellec in Antholz als Siebter in einem Verfolgungsrennen seine bislang beste Platzierung, in Hochfilzen wurde er Achter. Es wurde die mit Abstand beste Saison des Kanadiers, in der Gesamtwertung erreichte er den 32. Platz. Sehr erfolgreich verlief auch die Saison 2009/10. Leguellec erreichte sechs seiner neun besten Ergebnisse in dieser Saison, darunter einen sechsten Rang im Sprint von Vancouver. Es war zugleich sein bestes Ergebnis bei den Olympischen Winterspielen in seiner kanadischen Heimat, wo er der einzige Starter seines Landes in den Einzelrennen war. In der Verfolgung wurde er Elfter, im Einzel 13. und nur im Massenstart erreichte er mit dem letzten Platz als 30. eine weniger gute Platzierung. Mit Robin Clegg, Marc-André Bédard und Brendan Green kam Leguellec zudem auf einen respektablen zehnten Platz im Staffel-Wettbewerb. Im Sommer des Jahres gewann der Kanadier in Jericho beim North American Biathlon Rollerski Cup 2010 beide Titel in Sprint und Verfolgung. Nach den Spielen erkrankte er an Pfeifferschen Drüsenfieber. Die folgende Saison konnte er somit auch nicht an die Leistungen des Vorjahres anknüpfen.
Zum Auftakt des Weltcups 2012/2013 in Östersund konnte Jean-Philippe Leguellec das Sprintrennen über 10 km gewinnen und feierte seinen ersten Sieg im Weltcup und war damit der herausragende Athlet einer zunehmend stärker werdenden kanadischen Mannschaft.
Nach seiner Rückkehr von den Olympischen Spielen 2014 in Sotschi gab Leguellec sein Karriereende bekannt.

## Biathlon-Weltcup-Platzierungen
Die Tabelle zeigt alle Platzierungen (je nach Austragungsjahr einschließlich Olympische Spiele und Weltmeisterschaften).
- 1.–3. Platz: Anzahl der Podiumsplatzierungen
- Top 10: Anzahl der Platzierungen unter den ersten zehn (einschließlich Podium)
- Punkteränge: Anzahl der Platzierungen innerhalb der Punkteränge (einschließlich Podium und Top 10)
- Starts: Anzahl gelaufener Rennen in der jeweiligen Disziplin
- Staffel: inklusive Mixed- und Single-Mixed-Staffeln

| Platzierung         | Einzel | Sprint | Verfolgung | Massenstart | Staffel | Gesamt |
| ------------------- | ------ | ------ | ---------- | ----------- | ------- | ------ |
| 1. Platz            |        | 1      |            |             |         | 1      |
| 2. Platz            |        |        |            |             |         |        |
| 3. Platz            |        |        |            |             |         |        |
| Top 10              | 3      | 5      | 3          | 1           | 9       | 21     |
| Punkteränge         | 11     | 25     | 23         | 13          | 39      | 111    |
| Starts              | 27     | 66     | 34         | 13          | 39      | 179    |
| Stand: Karriereende |        |        |            |             |         |        |